# Teoria dels nadius digitals
S'anomenen nadius digitals les persones que han nascut durant o després de la generalització de l'ús dels ordinadors i les xarxes. Depenent de l'autor, aquestes persones es poden considerar les nascudes després de 1980 o les nascudes al segle XXI. En tot cas, el nadiu digital ha interactuat amb la tecnologia digital des de les primeres etapes de la infantesa i té un coneixement i un domini notable de les seves aplicacions. En aquest sentit, es remarca la capacitat d'adaptació instintiva dels éssers humans. Per oposició, les persones que no són nadius digitals s'anomenen immigrants digitals. Aquestes denominacions van ser encunyades per Marc Prensky, tot i que d'altres autors ho referencien de diferent forma (NML).
En el terreny educatiu, l'anomenada teoria dels nadius digitals diu que aquest canvi radical en les habilitats tècniques i en l'ús i processament de la informació comportarà un canvi de gran importància en les preferències d'aprenentatge, que requerirà un canvi i reforma a fons dels programes educatius.

## Implicacions
La teoria dels nadius digitals porta a un terreny de canvi radical el fet que les capacitats tècniques dels usuaris determinen l'èxit o acceptació de la tecnologia educativa. Si es considera la teoria com a certa, això requerirà un tractament diferenciat i, d'altra banda, un disseny d'aprenentatge radicalment nou per als nadius digitals, que incorpori l'element tecnològic de manera més intensa. Per a alguns autors com Prensky, el canvi ha de ser total, incloent-hi canvis radicals en la metodologia i en els continguts. Els nadius digitals d'avui i del demà no són els subjectes per als quals els sistemes educatius i els processos d'aprenentatge van ser dissenyats. Els seus professors, s'afirma, són en el millor dels casos immigrants digitals que han fet l'esforç d'apropar-se a les tecnologies i sovint es palesa el risc de trobar una bretxa entre aquests i els nadius digitals. En aquest context, "o els immigrants digitals aprenen a ensenyar d'una manera diferent i més atractiva o els nadius digitals retrocedeixen adaptant les seves capacitats intel·lectuals al seu entorn d'aprenentatge". En aquest sentit, es constata que el major problema de l'educació actual és que els professors parlen un llenguatge passat (pre-digital) i ara s'esforcen a ensenyar a una població que parla un llenguatge totalment nou.
Un altre dels reptes del professorat és guiar no només als infants i joves en l'ús de les noves tecnologies, sinó formar ciutadans crítics davant el que visualitzen i senten (això implica accedir a la informació, cercar-la, escollir-la, etc.). Tot i que les noves generacions d'infants estan immersos ja dins aquest món tecnològic, els és fàcil adquirir la part tècnica, però no és així amb la tria de la informació rebuda. Amb tot, s'ha de tenir en compte la incidència de les noves tecnologies sobre els comportaments de la generació de d'aquests infants. En aquest sentit, els processos constants de canvi esdevinguts en la Societat de la Informació varen comportar variacions en les capacitats cognitives i de desenvolupament dels més petits i es va començar a visualitzar una tendència a canviar ràpidament l'atenció d'una cosa a l'altra; això els feu esdevenir impacients, amb la consegüent necessitat d'obtenir respostes ràpides a totes les seves necessitats. Una tendència que ha anat en augment, a mesura que ha passat el temps.
Per tant, cal que tots els agents s'adaptin als nous escenaris i reptes de la societat de la informació i el coneixement. Els nous usuaris de les tecnologies enfoquen la seva feina, l'aprenentatge i els jocs de noves formes: absorbeixen ràpidament la informació multimèdia d'imatges i vídeos, igual o de millor forma que si fos text; consumeixen dades simultàniament de diverses fonts (són capaços de la multitasca), esperen respostes instantànies, romanen comunicats de forma permanent i creen els seus propis continguts.
Alguns autors consideren que la capacitat i habilitats tecnològiques més bones dels nadius digitals fan més adequada l'aplicació d'una varietat d'eines Web 2.0, de manera que complementen les possibilitats dels sistemes de gestió de l'aprenentatge (SGA).

## Diferències entre nadius i immigrants digitals
Basant-nos en la conceptualització de Prensky, es pot fer una taula resum de les diferències entre nadius i immigrants digitals:
| Nadius digitals                                    | Immigrants digitals                                                   |
| -------------------------------------------------- | --------------------------------------------------------------------- |
| Processament paral·lel: multitasca.                | Processament seqüencial: monotasca.                                   |
| Processament i interacció ràpids.                  | Processament i interacció lents.                                      |
| Accés obert: hipertext.                            | Itinerari únic: pas a pas (lineal).                                   |
| Multimodalitat.                                    | Prioritat de la llengua escrita.                                      |
| Connexió en línia amb la comunitat.                | Treball individual, aïllament.                                        |
| Paquets breus d'informació.                        | Textos extensos.                                                      |
| Aprenentatge amb joc i diversió.                   | Aprenentatge amb treball seriós i pesat.                              |
| Autoaprenentatge mitjançant tutorials interactius. | Actualització mitjançant consulta física (llibres, revistes, cursos). |

## Crítiques
Malgrat que el terme nadius digitals s'ha fet popular, encara no hi ha una evidència contrastada sobre la realitat del canvi radical. Per exemple, Bennett, Maton i Kervin, després de revisar l'evidència disponible, conclouen que el debat encara no és informat per una evidència que permeti donar suport a la teoria.
Una teoria alternativa és la que es basa en la idea que els usuaris s'enganxen a la xarxa depenent del context i les motivacions que tinguin, independentment de la seva edat o experiència, especialment des de l'arribada dels mitjans socials. Aquesta teoria que contraposa la dels nadius digitals ha estat conceptualitzada per David White sota el nom de "visitants o residents digitals".